# イエズス会伝道所
イエズス会伝道所（イエズスかいでんどうしょ、西：Reducciones jesuíticas, 葡：Missões）は、16世紀後半から18世紀にかけて、スペイン領アメリカ南部とポルトガル領ブラジルの一部（現在のボリビア東部、パラグアイ、ブラジル南部、アルゼンチン北東部にわたる地域）で、イエズス会宣教師によって、先住民（主にグアラニー族）の定住とキリスト教化を目的に建設された拠点村落。独自の共同生活や音楽教育に特徴を示し、最盛期には10万人以上の人口を抱えたが、18世紀後半のイエズス会追放令（1759年ブラジルから、1767年スペイン領から）にともない、その多くが放棄された。「布教村」「教化村」「布教区」などとも訳される。

## 伝道所跡の史跡（ユネスコ世界遺産登録対象）
南米各地に残る伝道所跡のいくつかは、ユネスコ世界遺産に登録されている。
- グアラニーのイエズス会伝道所群（アルゼンチン・ブラジル）1983年登録
- チキトスのイエズス会伝道所群（ボリビア）1990年登録
- ラ・サンティシマ・トリニダー・デ・パラナとヘスース・デ・タバランゲのイエズス会伝道所群（パラグアイ）1993年登録
- コルドバのイエズス会伝道所とエスタンシア群（アルゼンチン）2000年登録

## 南米のイエズス会伝道所を題材にした作品

### 映画
- 『ミッション』（1986年イギリス作品　ローランド・ジョフィ監督）